# Reiner Karge
Reiner Karge (* 14. Juni 1944 in Bad Schwartau; † Oktober 1994 in Sanremo, Italien) war ein deutscher Maler und Musiker. Sein einziges Musikalbum war als Imageförderung für die Zigarettenindustrie gedacht.

## Biografisches
Karge entstammte einer wohlhabenden Familie. Seine Mutter war Direktorin einer Bank. Bereits 1959, im Alter von 15 Jahren, schrieb er sich zu Abendkursen an der Hochschule für bildende Künste Hamburg ein. 1963/64 studierte Karge Kunst und Graphik an der Kunstschule Alsterdamm in Hamburg; 1964, nachdem er das Abitur erlangt hatte, schrieb er sich an der biologischen Fakultät der Universität Hamburg ein und malte parallel weiter als Autodidakt. Bis 1968 studierte er zudem Pädagogik; nach seinem Hochschulabschluss in Biologie setzte er seine künstlerische Ausbildung ab 1969 an der Hochschule für bildende Künste Hamburg fort, je nach Quelle bis 1972 oder 1974. Parallel dazu begann er, seinen Lebensunterhalt in Hamburg mit Malerei und Graphikarbeiten zu bestreiten. Da dies nicht einträglich genug war, betrieb Karge in den 1970er-Jahren zeitweise als Pächter die Szenekneipe Niewöhner im Hamburger Stadtteil Winterhude.
In seiner Hamburger Zeit verkehrte Karge regelmäßig in der Künstler- und Intellektuellenszene. So stand er – ungeachtet eines Altersunterschieds von gut 31 Jahren – in engerem Kontakt zu dem 1913 in Leipzig geborenen deutschen Schriftsteller, Übersetzer, Kunstsammler, Forschungsreisenden, Ethnografen sowie Aktivisten der Homosexuellenemanzipation Rolf Italiaander. In dessen 1974 veröffentlichtem Buch Spass an der Freud – Laienmaler und naive Maler an 99 Beispielen dargestellt führt er aus: „Gute Gespräche hatte ich mit meinem Freund, dem Maler und Graphiker Reiner Karge. Dieser ermunterte mich, selber zu malen. Während einer Italienreise begann ich […].“
Ab 1978 lebte und malte Karge in Italien. Er bewohnte zusammen mit seiner inzwischen im Ruhestand befindlichen Mutter und deren Lebensgefährten in dem ligurischen Dorf Castellaro ein Haus und bewirtschaftete dort mit den beiden einen Weinberg. Achim Reichel, der Produzent von Karges einzigem Musikalbum, beschreibt Karges Mutter in seiner Autobiografie als eine sehr dominante Person; sie habe bis zuletzt viele Entscheidungen für ihren Sohn getroffen.
Karge starb 1994. Er ist in Castellaro bestattet.

## Malerei
Karges künstlerischer Tätigkeitsschwerpunkt war die Malerei. An der Hochschule für bildende Künste Hamburg belegte er insbesondere Kurse für „Freie Malerei“. Zunächst war er ein Schüler von Klaus Bendixen (geb. 1924; gest. 2003) und KP Brehmer (geb. 1938; gest. 1997), danach von Alfred Hrdlicka (geb. 1928; gest. 2009), der ihn stärker zur Bildhauerei drängte.
Karges Stil wird dem Neoexpressionismus zugeordnet. Zu Lebzeiten hatte er Ausstellungen in Deutschland, der Schweiz, Monaco, Cannes, Nizza, Bologna, Sanremo, Bordighera und Capo d’Orlando. Einige Jahre unterrichtete er Malerei und Gravur in Sanremo.
Der neue Rump, das Lexikon der bildenden Künstler Hamburgs, charakterisiert Karges Werk in Hamburg (zumindest bis 1972) wie folgt: „[Seine] Bilder sind pessimistische Metaphern auf die Gegenwart, z. B. das langsame Sterben der durch Technisierung bedrohten Natur. Vegetative Gebilde in subtiler Malweise, die eine Ästhetik des Morbiden vermitteln.“ Zu seiner Maltechnik werden erwähnt: „Verwischungen, schablonierte Teile, ausgemergelte Linien, Gespritztes, Gesprenkeltes. Siebdrucke, die er Schnittbogen nennt.“ Eine erste Einzelausstellung Karges ist für 1964 dokumentiert (Galerie Latin, Hamburg), weitere folgten 1968, 1971 und mehrfach 1972, wiederum in Hamburg; überregional stellte Karge erstmals 1971 einzeln aus (Galerie Piper in Göttingen), im Jahr darauf in Gütersloh.
Nach dem italienischen Kunsthistoriker Germano Beringheli, Herausgeber und Autor des Künstlerlexikons Dizionario degli artisti liguri von 1991, litt Karge bereits zu seiner Hamburger Zeit an Unruhezuständen. Demnach hatte er noch in Deutschland mit einem (in italienischer Tradition stehenden) „Klagebild“ begonnen (pittura di denuncia), das die Ausübung von Gewalt gegen einen Mann durch einen anderen Mann thematisiert; die weitere Arbeit an diesem Bild sowie das neue mediterrane Umfeld scheinen – so Beringheli – Karges innere Unruhe abgemildert zu haben. In der Folge thematisierte Karge in seinen Gemälden häufig Figuren, Anlagen und Blumen, die er „oft in einem thematischen Zyklus behandelt und in einer Atmosphäre dramatischer Intensität darstellt“; dies geht einher mit einem „entschieden chromatischen Farbkonzept“ und „einer kraftvoll-ausdrucksstarken Zeichensprache“. Für die Frühzeit in Karges Schaffen hebt auch Beringheli dessen (Einzel-)Ausstellung in Göttingen 1971 sowie weitere in Hamburg bis 1973 hervor. Die Aufzählung relevanter Ausstellungen setzt Beringheli erst mit dem Jahr 1983 fort, der ersten internationalen Ausstellung Karges in der Schweizer Galerie A 16 in Zürich, gefolgt von der Ausstellung Presenze inquietanti (deutsch: „verstörende Präsenzen“) in Sanremo 1985 (mit gesondertem Ausstellungskatalog zu Karges Werken) und derjenigen in Freienbach in der Schweiz im Jahr darauf. Im italienischen Genua erschien 1988 zudem eine erste Künstlermonografie zu Karge.
Nach Sandra Reberschak, italienische Kunstkritikerin und Verfasserin einer Karge-Monografie, schloss sich Karge an der Hochschule in Hamburg 1974 der Künstlergruppe „Guernica“ an, die für Ausstellungen ihrer Werke klassische Galerien und Museen als „geweihte Stätten“ ablehnten und stattdessen öffentliche Plätze und sozio-kulturelle Zentren in den Stadtvierteln bevorzugten. Im weiteren Verlauf engagierte er sich mit weiteren Künstlern in der Gruppe „Junge Realisten“, ehe er mit seiner Mutter und deren Lebensgefährten nach Italien übersiedelte und von dort einen Abstecher in die deutsche Unterhaltungsmusik unternahm.
In seinen letzten Jahren wandte sich Karge auch anderen Künsten bzw. Mischformen zu: So veröffentlichte er 1987 die Sammlung Odisseo era in noi (deutsch: „Odysseus war in uns“) mit drei Lithografien und einem bis dahin unveröffentlichten Gedicht von Giuseppe Conte sowie im Jahr darauf die Sammlung Lottatori (deutsch: „Ringer“ (im Plural)); im gleichen Jahr schrieb er die Komödie L’Angelo oblioso (deutsch: „Der vergessene Engel“) für das Theater Ariston in Sanremo.
2023 wurden einige seiner Bilder für vierstellige Euro-Beträge gehandelt. Seit 2006 wurden bedeutende Arbeiten Karges bei mindestens zehn namhaften öffentlichen Auktionen versteigert, überwiegend Gemälde (in der Regel Öl auf Leinwand), gelegentlich Aquarell-Zeichnungen, vereinzelt auch Druckgrafiken. Seine bedeutendsten Werke tragen Titel wie Siratus alabaster (Gemälde von 1989), Couple de danseurs (Gemälde), Visage magenta (Aquarell-Zeichnung), Martin Luther King (1929–1968) (Gemälde von 1969) oder Große Stillleben-Komposition (Gemälde von 1973); die Versteigerungsorte lagen primär in Italien und Frankreich vereinzelt auch in Deutschland.
Eine größere Anzahl von Karges Ölgemälden war Teil von einer (oder mehreren) privaten Sammlung(en); die einzelnen Werke aus der Schaffenszeit von 1982 bis 1993 stehen über eine Kunstgalerie aus San Marino zu Preisen im (teils oberen) vierstelligen Euro-Bereich zum Verkauf bzw. wurden bereits weiterveräußert. Mehrere Gemälde aus den frühen 1980er-Jahren ragen durch ihr großes Format heraus (Abmessungen bis zu 183 × 130 Zentimetern), nur das Stillleben von 1991 ist mit 50 × 70 Zentimetern vergleichsweise klein und sticht mit einem eher impressionistischen Stil hervor. Der Bilderzyklus Adamo & Adamo I bis III von 1984 zeigt ein miteinander vertrautes, nacktes Männerpaar, umgeben von einer Schlange und mit teils bewusst zur Seite gehaltenen Feigenblättern; andere Bilder (Untitled (Body Builder), 1984, Untitled, 1990, Untitled (The Mask), 1990) zeigen einzelne Männer mit zumindest freiem Oberkörper, jedoch ohne klare erotische Konnotation. Bilder wie The Labyrinth und Nel Labirinto (In the Labyrinth), beide von 1986, lassen einen zweifelnd-nachdenklichen Mann in düsterer Szenerie erkennen; mit Bildern wie The Black Cat und Still Life, beide von 1991, sowie Still Life von 1993 kehrte Karge wieder zu gegenständlichen, teils farbenprächtigen Darstellungen zurück.

## Musik
1979 veröffentlichte Karge das Musikalbum Auf eine Zigarettenlänge, das elf selbst geschriebene Lieder enthält und als „Schlagerrock mit Liedermachertexten“ beschrieben wurde. Das Album wurde von Achim Reichel produziert und erschien auf dem von Reichel und Frank Dostal betriebenen Hamburger Label Ahorn.
Sein Plattenlabel bewarb das Album seinerzeit wie folgt: „Eigentlich ist er ja Maler und eigentlich lebt er in Italien. Doch jetzt ist er zurück nach Deutschland gekommen, um seine erste Platte vorzustellen. Reiner Karge ist ein Typ, der auf das übliche Schlagerbrimborium verzichten kann. Er hat keinen Künstlernamen, besingt nicht Herz und Schmerz, verzichtet auf den dernier cri des Boutiquenlook. Stattdessen erzählt er Geschichten – melodiös und einfühlsam zwar, aber nicht kitschglatt. Seine Song-Welt ist die Alltäglichkeit. Er schreibt, komponiert und interpretiert seine Lieder selbst – Lieder voll Zärtlichkeit, Geschichten mit Widerhaken und mit einem Augenzwinkern. […].“
Der Verband der Cigarettenindustrie förderte die Produktion mit 200.000 DM. Ziel war es, mit einem Lied, in dem eine Zigarette eine zentrale Rolle spielte, „das Image des Rauchens zu verbessern“. Vor diesem Hintergrund war das Titellied Auf eine Zigarettenlänge entstanden, in dem eine gemeinsam verbrachte Zigarettenpause zwei Menschen zusammenbringt. Das Titellied wurde 1979 als Single ausgekoppelt; auf der B-Seite erschien Ich bin der Staub an deinen Schuhen.
Das Cover des Albums wie auch die Single zeigen ein – beschönigendes – Selbstporträt Karges, der in weißem Unterhemd vor einem ockerfarbenen Hintergrund abgebildet ist. Auf dem weniger eng beschnittenen Albumcover erkennt man am rechten Rand noch die aufgespannte Leinwand eines Gemäldes (des Selbstbildnisses?) von seitlich hinten, offenbar auf einer Staffelei stehend. Einige Plattencover erhielten ergänzend einen auffälligen runden gelben Aufkleber mit roter Schrift: „Reiner Karge – der Alltagstyp mit der Sonntagsstimmung – aus der Rundfunkwerbung“.
Noch 1979 übernahm Teldec, damals einer der größten und traditionsreichsten deutschen Schallplattenhersteller, den Vertrieb mehrerer kleiner deutscher Plattenlabel, darunter Ahorn. In einem Ausblick auf 1980 führte das US-amerikanische Musikfachmagazin Billboard neben Achim Reichel und der Band Novalis Reiner Karge als wichtigste Musiker dieses Labels an (dagegen blieb beispielsweise Stefan Waggershausen unerwähnt); Billboard bezeichnete die Übernahme dieser Vertriebsrechte ausdrücklich als „bedeutenden Zukauf“ (“big acquisition”).
Trotz umfangreicher Werbung waren weder das Album noch die Single Karges erfolgreich: Keine von beiden erreichte eine Chartplatzierung unter den besten 100, weder in Deutschland oder Österreich, noch in der Schweiz. Eine weitere Musikproduktion Karges gab es nicht. Jedoch nutzte Achim Reichel für eine eigene Musikaufnahme einen weiteren Songtext Karges für sein Lied Flipperkönig; es erschien ebenfalls 1979, und zwar als fünftes von zwölf Stücken auf Reichels Album Heiße Scheibe. Diesen Songtext Karges veröffentlichte Reichel – neben zahlreichen anderen Songtexten von Fremdautoren und ihm selbst – auch in seinem 1992 beim Luchterhand Literaturverlag erschienenen Buch Blues in Blond – Songs und Balladen.

## Diskografie

### Alben
- 1979: Auf eine Zigarettenlänge (Ahorn, im Vertrieb der Teldec); das Album umfasste elf Songs: Auf eine Zigarettenlänge, Das Spiel ist aus, Der Herzensbrechersong, Endlose Straße, Ich wollt’ ich wär’ Dein Teddybär, Ich bin der Staub an deinen Schuhen, Salvatore, Sie trug ein rotes Band, Sohn der Sonne, Wer trägt die Schuld? und Wie ein Blatt im Wind.[15]

### Singles
- 1979: Auf eine Zigarettenlänge (Ahorn, im Vertrieb der Teldec) (B-Seite: Ich bin der Staub an deinen Schuhen)[15]

## Rezeption
- Zu Karges Werk als Bildender Künstler erschien 1989 die broschierte 59-seitige Monografie Reiner Karge bei Fabbri Editore, Mailand in italienischer Sprache mit zahlreichen Farbabbildungen. Autorin ist Sandra Reberschak (geboren 1936 in Venedig und seit 1940 in Mailand lebend), die in ihrem Heimatland sowohl als Kunstkritikerin für italienische Kunst wie auch als Autorin von Romanen und Erzählungen sowie als Journalistin bekannt ist.[12][9][20]
- Achim Reichel, Karges früherer Musikproduzent und musikalischer Mentor, verarbeitete seine verschiedenen Zusammentreffen mit Karge, die sich über mehrere Jahre hinweg zunächst in Hamburg und dann in Italien ergaben, umfassend literarisch: Sie sind Gegenstand des Kapitels „Die Italienreise“ von Reichels Autobiografie Ich hab das Paradies gesehen – Mein Leben, das 2020 im Rowohlt Verlag erschien.
- Giuseppe Conte (geboren 1945 in Imperia), Schriftsteller, Dichter, Dramaturg, Übersetzer und Literaturkritiker, sowie Lamberto Garzia (geboren 1965 in Sanremo), ebenfalls Dichter, widmeten dem mit ihnen befreundeten Reiner Karger mehrere Gedichte.[10][9]
- Im Oktober 2010 erinnerte die Bottega D’Arte Sanremo mit einer kuratierten öffentlichen Ausstellung an den rund 15 Jahre zuvor verstorbenen Reiner Karge; hierfür wurden verschiedene seiner Bilder zusammengetragen und die Künstlermonografie von Sandra Reberschak präsentiert.[9]